# Герб комуни Б'юв
Герб комуни Б'юв (швед. Bjuvs kommunvapen) — символ шведської адміністративно-територіальної одиниці місцевого самоврядування комуни Б'юв. 

## Історія
Герб було розроблено для торговельного містечка (чепінга) Б'юв. Отримав королівське затвердження 1955 року.     
Після адміністративно-територіальної реформи, проведеної в Швеції на початку 1970-х років, муніципальні герби стали використовуватися лишень комунами. Цей герб був 1973 року перебраний для нової комуни Брумелла.
Герб комуни офіційно зареєстровано 1974 року.

## Опис (блазон)
Щит перетятий двічі на чорне, срібне і чорне поля, на срібному полі — чорний смолоскип з червоним вогняним полум’ям.

## Зміст
Смолоскип і чорний колір означає вугледобувну промисловість і гірничі шахти.    